# 675
Cette page concerne l'année 675  du calendrier julien. Pour l'année 675 av. J.-C., voir 675 av. J.-C.
L'année 675 est une année commune qui commence un lundi.

## Événements
- 13 avril : dimanche de Pâques[1]. Le roi Childéric II passe la semaine de Pâques à Autun[2]. Il prétexte un prétendu complot organisé contre lui par le patrice de Provence Hector pour se débarrasser de Léger d'Autun qui est enfermé à Luxeuil. La flagellation du noble Bodilon, en dépit de la loi salique, provoque la révolte des Grands[3].
- Automne[4] : Childéric II et sa femme Bilichilde, enceinte, sont égorgés lors d’une chasse dans la forêt de Bondy, à l’est de Paris, par les nobles révoltés[2]. Ses partisans quittent la Neustrie pour l’Austrasie.
  - Début du second règne de Thierry III, roi de Neustrie et de Bourgogne. Leudesius, fils d’Erchinoald, devient maire du Palais de Neustrie avec l’appui de Leudegar, évêque d’Autun (Saint Léger).
  - Début du règne de Clovis III, roi d’Austrasie. Après le meurtre de Childéric, Ébroïn quitte sa retraite de Luxeuil et place sur le trône un fils supposé de Clotaire III, Clovis III, âgé de cinq ans. Ébroïn et ses partisans envahissent la Neustrie et exilent Thierry III, laissé pour mort[5].
- 7 novembre : début du XIe Concile de Tolède et porte sur la réforme de la discipline ecclésiastique.

- Quatrième siège de Constantinople par les Arabes[6]
- Les Arabes débarquent en Espagne par mer mais sont repoussés par la flotte Wisigothique[7].
- Pas d’évêques mentionnés à Châlon de 675 à 779 et à Uzès de 675 à 788[8].
- Livre de Durrow rédigé vers 675 dans le monastère du même nom de la main, dit-on, de saint Colomban. Il comporte quatre évangiles en latin, traduits et commentés. Son ornementation s’inspire de la tradition de l’orfèvrerie celtique[9].
- Au Japon, l'empereur Tenmu promulgue la première loi prohibant la consommation de viande. Les pièges utilisés pour la chasse et la pêche sont interdits. Entre le 1er avril et le 30 septembre il est interdit de tuer et de manger le bétail, les chevaux, les chiens, les poulets et les singes[10].

## Décès en 675
- Avril : Hector ( ? – 675), préfet de la Provence marseillaise assassiné le samedi de Pâques à Autun.

- Wang Bo, poète chinois (648-675)[11].
- Amand de Maastricht (Amandus), prédicateur des Pays-Bas où il resta 40 ans[11].